# Langenrinne
Langenrinne ist ein Stadtviertel des Stadtteils Zug der Großen Kreisstadt Freiberg im Landkreis Mittelsachsen (Freistaat Sachsen).
Der Ort schloss sich am 1. Juli 1950 mit Zug zur neuen Gemeinde Zug zusammen, die am 1. Februar 1994 nach Freiberg eingemeindet wurde. Seitdem bildet Langenrinne einen von fünf Stadtvierteln des Freiberger Stadtteils Zug.

## Geographie

### Lage
Die Siedlung Langenrinne liegt etwa 1 km östlich von Zug und etwa 3,5 km südlich vom Freiberger Stadtzentrum. Sie erstreckt sich in Nord-Süd-Richtung entlang des Münzbaches und der "Berthelsdorfer Straße".
Die Gemarkung Langenrinne umfasst nur den östlich des Münzbaches gelegenen Teil, der sich etwa über 2 km bis hin zur Freiberger Mulde erstreckt. Damit gehören außer dem östlichen Langenrinne auch das ehemalige Kanzleilehngut Langenrinne sowie die Häusergruppe Rosine an der "Frauensteiner Straße" zur Gemarkung.

### Nachbarorte
|                                        | Zug (Stadtviertel Pulvermühle)              |            |
| Zug (Stadtviertel Ober- und Niederzug) | Kompassrose, die auf Nachbargemeinden zeigt |            |
|                                        | Berthelsdorf                                | Weißenborn |

## Geschichte

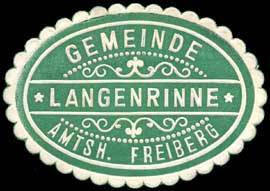
Siegelmarke der Gemeinde Langenrinne in der Amtshauptmannschaft Freiberg

Bis 1336 war das Gebiet im Besitz oder als Lehen des Adelsgeschlecht Honsberg.
Der Ort wird 1425 als „zcu dem Rinnewege“ erstmals urkundlich erwähnt und „auf der langen Rinne“ findet sich erstmals 1643. Der Name ist zurückzuführen auf einen Weg, der sich entlang des Münzbaches erstreckt. Wie auch andere Ortschaften um Freiberg ging auch hier der Bergbau um. Direkt in Langenrinne standen zwei der wichtigsten Hüttenanlagen des Freiberger Reviers, die Mittlere Münzbach-Hütte (auch St.-Erasmus-Hütte) und die Untere Münzbachhütte. Sie sind zwischen 1363 und 1798 nachweisbar. Spuren gibt es nicht mehr. Die bedeutendsten Bergwerke waren Junge Hohe Birke und Prophet Jonas. 
Um 1791 wurde in Langenrinne ein Vorwerk erwähnt, das 1875 als Kanzleilehngut erwähnt ist. Von diesem sind heute keine Spuren mehr vorhanden. Die Grundherrschaft über Langenrinne lag beim Rat der Stadt Freiberg. Erst 1839 wurde der Ort eine selbständige Landgemeinde, unterstand aber weiterhin der Gerichtsbarkeit von Freiberg. Langenrinne lag bis 1856 im kursächsischen bzw. königlich-sächsischen Kreisamt Freiberg. Ab 1856 gehörte der Ort zum Gerichtsamt Freiberg und ab 1875 zur Amtshauptmannschaft Freiberg.
Am 1. Juli 1950 schlossen sich die Gemeinden Zug und Langenrinne zu einer neuen Gemeinde Zug zusammen, die durch die zweite Kreisreform in der DDR Jahr 1952 zum Kreis Freiberg im Bezirk Chemnitz (1953 in Bezirk Karl-Marx-Stadt umbenannt) kam. Dieser wurde ab 1990 als sächsischer Landkreis Freiberg fortgeführt und ging im Jahr 2008 im Landkreis Mittelsachsen auf. 
Mit der Eingemeindung am 1. Februar 1994 wurde die Gemeinde Zug ein Stadtteil der Stadt Freiberg. Langenrinne bildet seitdem einen von fünf Stadtvierteln des Stadtteils Zug.

## Verkehr
Durch Langenrinne führt die Bahnstrecke von Freiberg–Holzhau ohne Halt. Sie wird heute von der Freiberger Eisenbahn bedient. Südlich von Langenrinne befindet sich der Bahnhof Berthelsdorf (Erzgeb). Zwischen 1890 und 1998 war er auch Umstiegsbahnhof zu den Nebenbahnen nach Großhartmannsdorf und nach Langenau über Brand-Erbisdorf. 
Durch Langenrinne führen Landstraßen nach Berthelsdorf und Frauenstein.